# 乳母
乳母（ちおも/めのと/うば/ちもち）とは、母親に代わって子育てをする女性のこと。乳人（ちひと）、乳の人（ちのひと）などとも言う。

## 概要
かつて、現在のような良質の代用乳が得られない時代には母乳の出の悪さは乳児の成育に直接悪影響を及ぼし、最悪の場合はその命にも関わった。そのため、皇族・王族・貴族・武家、あるいは豊かな家の場合、母親に代わって乳を与える乳母を召し使った。
また、身分の高い女性は子育てのような雑事を自分ですべきではないという考えや、他のしっかりとした女性に任せたほうが教育上も良いとの考えから、乳離れした後、母親に代わって子育てを行う女性も乳母という。
また、商家や農家などで、母親が仕事で子育てができない場合に、年若い女性や老女が雇われて子守をすることがあるが、この場合はねえややばあやなどと呼ばれることが多かった。
英語では、乳を与える者と、子育てをする者をとを区別する。ベビーシッターおよび、ナニー、メイドのナース、ナースメイドを参照。

## 歴史
古代ミケーネ時代の粘土板に刻まれたミケーネ文字には、女奴隷集団内の乳母の記述がみられる。
日本における神話上の起源としては、『日本書紀』神代下の別説に、「彦火火出見尊が婦人を集め、乳母（）・湯母・飯かみ・湯人を決め、養育し、これが世の中で乳母を決め、子を育てることの始まりである」と記述している。
律令時代の日本では、一度に多産をした家には、朝廷から乳母一人を支給されていたことが、『続日本紀』などに記述されており、例として、文武天皇4年（700年）11月28日条、「大和国葛上郡の鴨君粳女（）が一度に2男1女を産んだため、（以下略）乳母一人を賜った」の他、和銅元年（708年）3月27日条には、「美濃国安八郡の人、国造千代の妻である如是女（）が一度に3人の男子を産んだので、稲四百束と乳母一人を支給した」などと細かに記録されている。
平安時代後期の院政期の院近臣らの中には、天皇・上皇の乳母の縁故を通じて台頭した者もいた。
珍例としては、一条天皇の母である東三条院（詮子）の愛猫が長保元年（999年）9月19日に子猫（コマ）を生んだため、天皇は子猫に従五位下を与え、「馬ノ命婦」という五位の女官をその子猫の乳母に任じたと『小右記』に記述されている。これは一種のペットシッターといえる。アイヌのイオマンテ（熊送り）もヒグマの赤子が育つまでの間、一時的に人間が母乳を与える乳母の役割が見られる（「イオマンテ」「ヒグマ#人間との関わり」を参照）。
『和名類聚抄』（10世紀中頃）巻二「男女類」乳母の項目の表記として、「ちおも」は「知於毛」、「めのと」は「米乃止」と記される。
日本の場合、特に平安時代から鎌倉時代にかけて「めのと」と呼ぶ場合には「うば」よりも範囲は広く、「養育係」の意味もあり、女性だけではなく夫婦でそれに当たるケースが多い。例えば『奥州後三年記』の「家衡が乳母千任といふもの」などでは千任は男性である。また、養育係の男性を「傅（）」とも呼んだ。アジアにおいて、「めのと」して知られる人物としては釈迦の叔母（釈迦の生母の妹）である摩訶波闍波提がいるが（一例として、『増鏡』巻四「三神山」に引用が見られる）、乳育に関しては否定説が見られる（詳細は「摩詞波闍波堤」の「結婚と釈迦の養母」の項目を参照）。
乳母に世話を受ける養い子にとって、乳母の子供は「乳母子（）」「乳兄弟（）」と呼ばれ、格別な絆で結ばれる事があった。軍記物語においても、主人の傍に乳兄弟が親しく仕え、腹心として重宝される情景が少なからず描かれている（例:『平家物語』の木曾義仲と今井兼平）。源頼家のように、乳兄弟（比企氏）を優遇したために実母方（北条氏）に疎まれるということもあった。
江戸時代、各藩の江戸藩邸の奥女中の職制では、藩邸で赤子が産まれた場合、臨時職として、乳を与える乳持（ちもち）が設けられる場合も見られた。
イスラム教圏では乳兄弟は特別な関係とされ、実の兄弟と同等とみなされる。このため、シャリーアでは乳兄弟にあたる男女の結婚を禁止しているほどである。
その関係は人外の伝承にもおよび人間がグールの母親の乳を吸うとグールと義兄弟となるという伝承がある。

## 主な乳母
| 乳母               | 養い子             |
| ------------------ | ------------------ |
| 県犬養三千代       | 文武天皇           |
| 藤原繁子           | 一条天皇           |
| 弁乳母             | 禎子内親王         |
| 藤原豊子           | 後一条天皇         |
| 大弐三位           | 後冷泉天皇         |
| 藤原光子           | 堀河天皇・鳥羽天皇 |
| 藤原実子           | 鳥羽天皇           |
| 藤原宗子           | 崇徳天皇           |
| 藤原宗子（池禅尼） | 重仁親王           |
| 藤原朝子           | 後白河天皇         |
| 比企尼             | 源頼朝             |
| 寒河尼             | 源頼朝             |
| 山内尼             | 源頼朝             |
| 平時子             | 二条天皇           |
| 藤原経子           | 高倉天皇           |
| 藤原領子           | 安徳天皇           |
| 藤原輔子           | 安徳天皇           |
| 治部卿局           | 守貞親王           |
| 河越尼             | 源頼家             |
| 阿波局             | 源実朝             |
| 藤原兼子           | 後鳥羽天皇         |
| 藤原範子           | 後鳥羽天皇         |
| 藤原保子           | 後鳥羽天皇         |
| 春日局             | 足利義満           |
| 今参局             | 足利義政           |
| 養徳院             | 織田信長           |
| 片倉喜多           | 伊達政宗           |
| 大蔵卿局           | 淀殿               |
| 饗庭局             | 淀殿               |
| 大局               | 淀殿               |
| 民部卿局           | 崇源院             |
| 宝（放）光院       | 京極竜子           |
| 大姥局             | 徳川秀忠           |
| 正栄尼             | 豊臣秀頼           |
| 宮内卿局           | 豊臣秀頼           |
| 刑部卿局           | 千姫               |
| 乳母局             | 珠姫               |
| 春日局             | 徳川家光           |
| 昌清尼             | 徳川忠長           |
| 少納言局           | 後水尾天皇         |
| 松坂局             | 徳川綱重           |
| 文英尼             | 霊元天皇           |
| 大崎局             | 徳川家斉           |
| 歌橋               | 徳川家定           |
| 押小路甫子         | 孝明天皇           |
| 土御門藤子         | 和宮親子内親王     |
| 絵島               | 和宮親子内親王     |

## 主な乳母子・乳兄弟

### 日本
- 陽成天皇・源益
- 花山天皇・藤原惟成・橘則光・中務（平祐之女）（花山源氏の祖、清仁親王母）
- 源頼信・藤原親孝
- 源義朝・鎌田政清
- 木曾義仲・今井兼平・樋口兼光・巴御前
- 源頼朝・比企能員（比企尼の甥で養子）・丹後内侍（比企尼の長女、島津忠久・安達景盛らの母）・結城朝光（寒河尼の子）・山内首藤経俊（山内尼の子）
- 織田信長・池田恒興
- 淀殿・大野治長・大野治房
- 豊臣秀頼・木村重成
- 徳川家光・稲葉正勝・稲葉正吉・稲葉正利

### 中国
- 北斉の後主・穆邪利（穆邪利は後主の乳母陸令萱の養女）
- 北宋の仁宗・昭節貴妃
- 明の嘉靖帝・陸炳

### 架空の人物
- 光源氏・藤原惟光

## 関連書籍
- 田端泰子『乳母の力― 歴史を支えた女たち―』(吉川弘文館、2005年)ISBN 4-642-05595-9